# Anna Avramea
Anna Avramea, griechisch Άννα Αβραμέα, auch Άννα Κατσαντώνη-Αβραμέα (* 7. November 1934 in Komotini; † 2008) war eine griechische Byzantinistin und historische Geographin.

## Leben
Avramea besuchte das vierte Mädchengymnasium von Athen (Δ’ Γυμνάσιο Θηλέων Αθηνών) und schrieb sich nach ihrem Abschluss 1952 an der Abteilung für Geschichte und Archäologie der Universität Athen ein. Sie beendete ihr Studium 1957.
Von 1960 bis 1963 spezialisierte sie sich mit einem Stipendium der Stiftung für staatliche Stipendien (Ίδρυμα Κρατικών Υποτροφιών) in Paris in Historischer Geographie bei Paul Lemerle und belegte auch Vorlesungen an der École Pratique des Hautes Études (VI Section), am Collège de France (bei Louis Robert und Roger Dion) und am Institut de Geographie. Im selben Zeitraum führte sie spezielle Forschungen zur historischen Geographie des griechischen Raumes in der Bibliothèque nationale (Registrierung und Klassifizierung der handschriftlichen und der gedruckten Landkarten der Abteilung der Karten und Entwürfe für den historischen griechischen Raum) und im Nationalarchiv Frankreichs durch (Sammlung unveröffentlichten Materials zu den Küsten des südöstlichen Mittelmeerraumes und den Inseln des Archipels).
Von 1964 bis 1969 war sie auf Vorschlag von Dionysios Zakythinos Assistentin am Lehrstuhl für Geschichte der Pantion-Universität Athen (Παντείο Ανωτάτη Σχολή Πολιτικών Επιστημών). Danach arbeitete sie eine Zeitlang ohne Vergütung im Zentrum für Byzantinistik (Κέντρο Βυζαντινών Σπουδών) der Nationalstiftung für Forschung (Εθνικό Ίδρυμα Ερευνών).
1970 reichte sie ihre Dissertation mit dem Titel Η Βυζαντινή Θεσσαλία μέχρι του 1204. Συμβολή εις την Ιστορικήν Γεωγραφίαν („Das byzantinische Thessalian bis 1204. Beitrag zur historischen Geographie“) an der Universität Athen ein, welche sie 1974 verteidigte; sie wurde mit der Note Sehr gut promoviert.
1971 begann sie ihre Mitarbeit am Projekt Tabula Imperii Romani der Union Académique Internationale an der Akademie von Athen. 1980 übernahm sie die Leitung des gesamten Werks.
1984 wurde sie als Assistentin für Byzantinische Geschichte in den Lehrkörper der Abteilung für Geschichte und Archäologie der Universität Kreta aufgenommen; 1988 wurde sie zur außerordentlichen, 1994 zur ordentlichen Professorin ernannt. Von da an lehrte sie 18 Jahre lang Byzantinische Geschichte bis zu ihrer Emeritierung 2002. Danach war sie Ehrenprofessorin (ομότιμη καθηγήτρια) der Universität Kreta.
Von 1973 war sie die Vertreterin Griechenlands in der Kommission für Historische Geographie der Association Internationale des Études Byzantines. Sie war Mitglied verschiedener Gesellschaften und Organisationen, darunter von 2001 bis 2008 des Verwaltungsrats der Bildungsstiftung der Nationalbank (Μορφωτικό Ίδρυμα Εθνικής Τραπέζης).
Ihr Ehemann Pavlos Avrameas übergab ihrem Wunsch folgend ihre Bibliothek und ihr Archiv der Bibliothek der Universität Kreta.

## Schriften (Auswahl)
- Le Péloponnèse du IVe au VIIIe siècle : changements et persistances. Publications de la Sorbonne, Paris 1997
  - Griechische Fassung: Η Πελοπόννησος από τον 4ο ως τον 8ο αιώνα : αλλαγές και συνέχεια. Μετάφραση Μαργαρίτα Κρεμμυδά; πρόλογος Ελένης Αρβελέρ; εισαγωγή Ελεωνόρα Κουντούρα. Μορφωτικό Ίδρυμα Εθνικής Τραπέζης, Athen 2012
- Tabula Imperii Romani Texte imprimé. Avec la collaboration de P. Karanastassi. Union académique internationale / Academie d’Athènes, Athen 1993
- Tabula Imperii Romani K 35, Istambul K 35 I, Philippi : d’après la Carte internationale du monde au 1:1.000.000. Avec la collaboration de P. Karanastassi. Académie d’Athènes, Athen 1993
- mit Βασίλης Σφυρόερας und Σπύρος Ασδραχάς: Χάρτες και χαρτογράφοι του Αιγαίου Πελάγους. ΟΛΚΟΣ, Athen 1985
- Η βυζαντινή Θεσσαλία μέχρι του 1204. Συμβολή εις την ιστορικήν γεωγραφίαν. Εθνικόν και Καποδιστριακόν Πανεπιστήμιον Αθηνών, Athen 1974 (Dissertation)